# Ambassade d'Australie en Afghanistan
L'ambassade d'Australie en Afghanistan est la mission diplomatique officielle du Commonwealth d'Australie en République islamique d'Afghanistan située à Kaboul. Inquiète quant à ce qu'il pourrait advenir après le retrait des troupes américaines du pays, l'Australie décide de fermer temporairement son ambassade. Après la chute de Kaboul le 15 août 2021, l'ambassade déménage à Doha, au Qatar.